# Exyston boreotis
Exyston boreotis är en stekelart som beskrevs av Davis 1897. Exyston boreotis ingår i släktet Exyston och familjen brokparasitsteklar. Inga underarter finns listade i Catalogue of Life.